# Jean-Philippe Margueron
 Jean-Philippe Margueron, né le 30 octobre 1956 à Oloron-Sainte-Marie (Pyrénées-Atlantiques), est un officier général français, qui fut entre autres major général de l'Armée de terre du 1er septembre 2010 au 31 août 2014. Général d'Armée en 2ème section en 2015, il a été conseiller maître en service extraordinaire à la 4e chambre de la Cour des comptes du 1er septembre 2015 au 31 août 2020 et membre du HCECM (Haut Comité d'Evaluation de la Condition Militaire) de 2018 à 2023. Administrateur de la GMF depuis 2021, il est également administrateur de Covéa depuis 2024. 

## Biographie
Saint-cyrien de la promotion capitaine de Cathelineau (1976-1978), Jean-Philippe Margueron choisit de servir dans l'artillerie  et plus précisément dans l'artillerie sol-air. Après avoir rejoint l’école d’application de son arme à Nîmes, il alterne ensuite les postes opérationnels en régiments, et les affectations en écoles ou en états-majors.
Par décret du 12 juillet 2010, il est nommé major général de l'Armée de terre à compter du 1er septembre 2010.

## Commandements notables
- Elle ne cite pas suffisamment ses sources. Vous pouvez indiquer les passages à sourcer avec {{référence nécessaire}} ou {{Référence souhaitée}}, et inclure les références utiles en les liant aux notes de bas de page. (Marqué depuis juin 2022)
- Elle contient une ou plusieurs listes. Le texte gagnerait à être rédigé sous la forme d’un ou plusieurs paragraphes synthétiques, afin d’être plus agréable à lire. (Marqué depuis juin 2022)

Les principaux postes tenus par le général Margueron ont été les suivants :
- chef de section d'artillerie sol-air au 5e régiment interarmes d'outre-mer à Djibouti de 1982 à 1983 (lieutenant) ;
- commandant de batterie sur système Roland tout-temps au 57e régiment d'artillerie de Bitche de 1984 à 1986 (capitaine) ;
- commandant de compagnie à l'école spéciale militaire de Saint-Cyr de 1987 à 1990 (promotion Tom Morel) ;
- école supérieure de guerre (104e promotion) et cours supérieur interarmées de 1990 à 1992 ;
- chef du bureau « opérations-instruction » au 402e régiment d'artillerie à Châlons-en-Champagne de 1992[3]  à 1995 (chef d'escadron puis lieutenant-colonel) ;
- chef du bureau « opérations - planification - négociations militaires » à l’état-major de la FORPRONU en Bosnie-Herzégovine en 1993 (lieutenant-colonel) avec le général Morillon ;
- rédacteur à la section officiers puis synthèse au bureau "études générales" de la DPMAT (direction du personnel militaire de l'Armée de terre) de 1995 à 1997 ;
- chef de corps du 54e régiment d'artillerie à Hyères de 1997 à 1999 (colonel) ;
- responsable du recrutement de l'Armée de terre pour l'Ile-de-France et l'outre-mer de 1999 à 2001 ;
- auditeur de la 54e session nationale de l'IHEDN de 2001 à 2002 ;
- adjoint au chef du cabinet militaire du ministre de la Défense de 2002 à 2005 ;
- commandant de la 7e brigade blindée à Besançon en 2005 (général de brigade) ;
- commandant de la force opérationnelle multinationale Nord de l'OTAN (Kosovo Force MNTF-N) au Kosovo en 2006 (général de brigade) ;
- chef de cabinet du CEMAT (chef d'état-major de l'Armée de terre) de 2006 à 2008 et gestionnaire des officiers généraux de l'Armée de terre ;
- général inspecteur de la fonction « personnel » de l'Armée de terre en 2008 (général de division) et gestionnaire des officiers généraux de l'Armée de terre ;
- major général de l'Armée de terre de 2010 à 2014 (général de corps d'armée), chargé des restructurations de l'Armée de terre ;
- inspecteur général des armées - Terre (général d'armée) de 2014 à 2015.

## Contributions
- Le corps guerrier, revue Inflexions, éditions La Documentation française.
- Résister, revue Inflexions, éditions La Documentation française.
- Dire, éditorial revue Inflexions[4], éditions La documentation française.
- Directeur de publication de la revue Inflexions de 2006 à 2015.

## Décorations
|  |  |  |
|  |  |  |
|  |  |  |

- Commandeur de l'ordre national de la Légion d'honneur[5]
- Chevalier de l'ordre national du Mérite
- Croix de la valeur militaire (deux citations)
- Croix du combattant
- Médaille de la Défense nationale, échelon bronze
- Médaille de reconnaissance de la Nation
- Médaille commémorative française
- Médaille de la force de protection des Nations unies
- Médaille de l'OTAN (Kosovo)